# N vagy M
Az N vagy M Agatha Christie 1941-ben megjelent regénye. A detektívtörténetben először szerepelnek nyomozói, Tommy és Tuppence kiforrott változatban, akik korábban a The Secret Adversary (1922)  és a Partners in Crime (1929) című kötetekben már korábban feltűntek.

## Szereplők
Tommy Beresford, Tuppence Beresford, Mr. Haydock, Mrs. Haydock, Mrs. Sprot, Karl von Deim, Mrs. Perenna, Sheila Perenna, Bletchley őrnagy, Miss Minton, Mrs. O'Rourke, Albert, az inas, Deborah Beresford, Derek Beresford, Mr. Grant, Anthony Mardson, Betty.

## Történet
Dúl a második világháború. Német ügynökök hemzsegnek Angliában, hogy a közelgő inváziót előkészítsék; a sajtó csak Ötödik Hadoszlopnak nevezi őket. A brit titkosszolgálat egyik embere egy balesetnek álcázott gyilkosságban életét veszti. Az utolsó információ, amit megoszt megbízóival, hogy angliai német ügynökök vezetőjének kódneve vagy N vagy M, és hogy egy üdülőhelyen tartózkodik, a déli parton lévő Sans Souciban, egy Leahampton nevű csendes városban. Tommy Beresford, az első világháborúban már bizonyított nyomozó kapja a megbízást, de felesége, Tuppence is fondorlattal vele tart, hogy álnéven odautazva találják meg az illető N-et vagy M-et.

## Jelentőség
Christie ezen regénye elsősorban a nacionalizmus ideológiáját mutatja meg és bizonyos mértékig kritizálja azt. Mrs. Perenna képviseli a hazaszeretet káros dolognak tekintő oldalt, mert ez szüli a viszálykodást és a háborút népek között, míg Bletchley őrnagy a haza odaadó és önfeláldozó védelmét tartja mindennél fontosabbnak. A műben fontos szerepet kap az akkori középkorú emberek mellőzött helyzete és fiatalos gondolkodásmódja, így a regény egyben társadalomkritika is.

## Filmfeldolgozások
- Tommy és Tuppence forró nyomon (2015) – a sorozat 4., 5. és 6. része

## Magyarul
- N vagy M; ford. Göncz Árpád; Magvető, Bp., 1975 (Albatrosz könyvek)